# Gerres
Gerres is een geslacht van straalvinnige vissen uit de familie van mojarra's (Gerreidae). Het geslacht is voor het eerst wetenschappelijk beschreven in 1824 door Quoy & Gaimard.

## Soorten
- Gerres akazakii Iwatsuki, Kimura & Yoshino, 2007
- Gerres argyreus (Forster, 1801)
- Gerres baconensis (Evermann & Seale, 1907)
- Gerres chrysops Iwatsuki, Kimura & Yoshino, 1999
- Gerres cinereus (Walbaum, 1792)
- Gerres decacanthus (Bleeker, 1864)
- Gerres equulus Temminck & Schlegel, 1844
- Gerres erythrourus (Bloch, 1791)
- Gerres filamentosus Cuvier, 1829
- Gerres infasciatus Iwatsuki & Kimura, 1998
- Gerres japonicus Bleeker, 1854
- Gerres limbatus Cuvier, 1830
- Gerres longirostris (Lacepède, 1801)
- Gerres macracanthus Bleeker, 1854
- Gerres maldivensis Regan, 1902
- Gerres methueni Regan, 1920
- Gerres microphthalmus Iwatsuki, Kimura & Yoshino, 2002
- Gerres mozambiquensis Iwatsuki & Heemstra, 2007
- Gerres nigri Günther, 1859
- Gerres oblongus Cuvier, 1830
- Gerres oyena (Forsskål, 1775)
- Gerres phaiya Iwatsuki & Heemstra, 2001
- Gerres ryukyuensis Iwatsuki, Kimura & Yoshino, 2007
- Gerres septemfasciatus Liu & Yan, 2009
- Gerres setifer (Hamilton, 1822)
- Gerres shima Iwatsuki, Kimura & Yoshino, 2007
- Gerres silaceus Iwatsuki, Kimura & Yoshino, 2001
- Gerres subfasciatus Cuvier, 1830